# Cerkiew Zaśnięcia Bogurodzicy we Wróbliku Szlacheckim
Cerkiew Zaśnięcia Bogurodzicy we Wróbliku Szlacheckim – dawna filialna cerkiew greckokatolicka, wzniesiona w 1869 we Wróbliku Szlacheckim.
Cerkiew od 1945 użytkowana jako rzymskokatolicki kościół filialny Wniebowzięcia Najświętszej Maryi Panny parafii we Wróbliku Królewskim.
Obiekt wpisany w 1985 do rejestru zabytków.

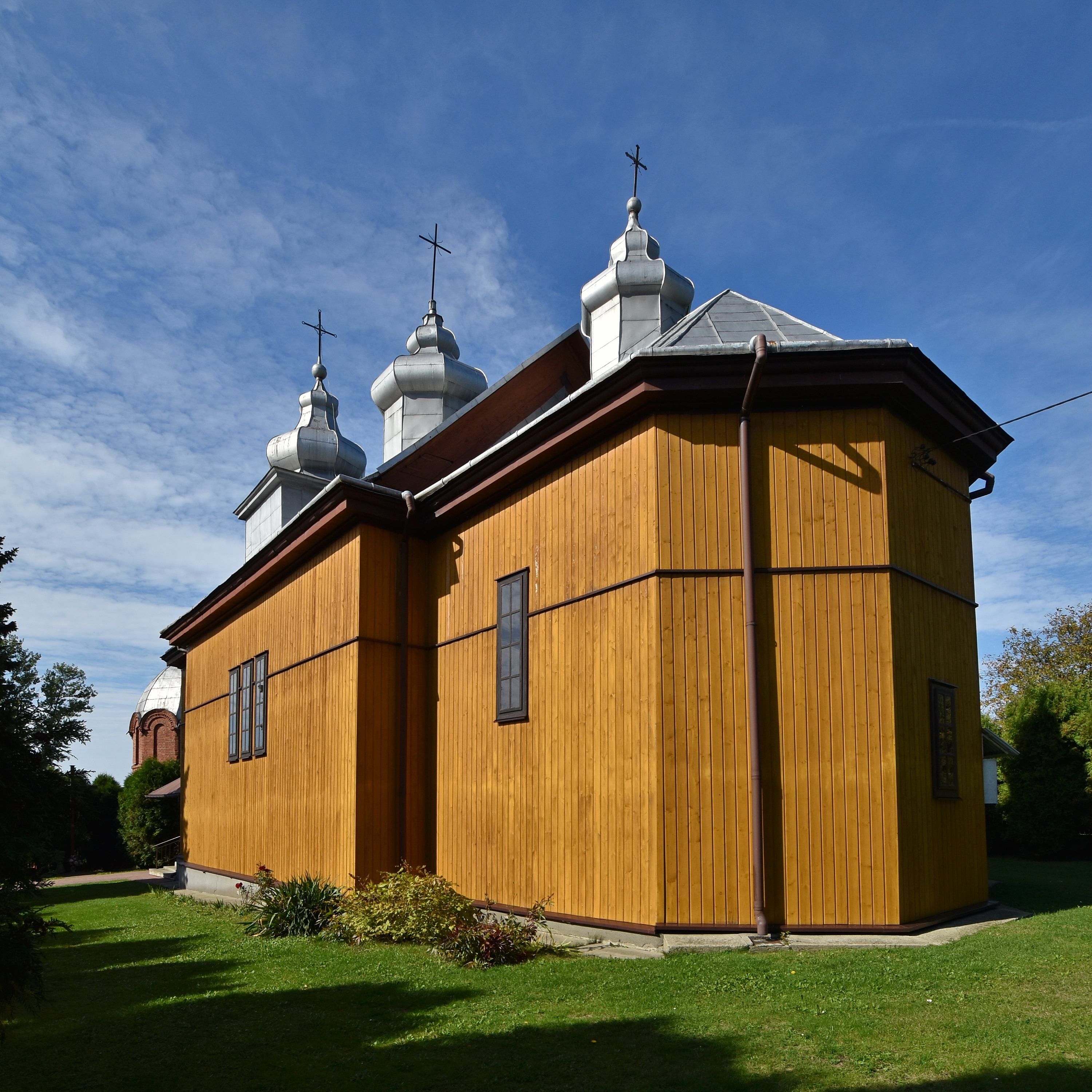
Widok strony od prezbiterium
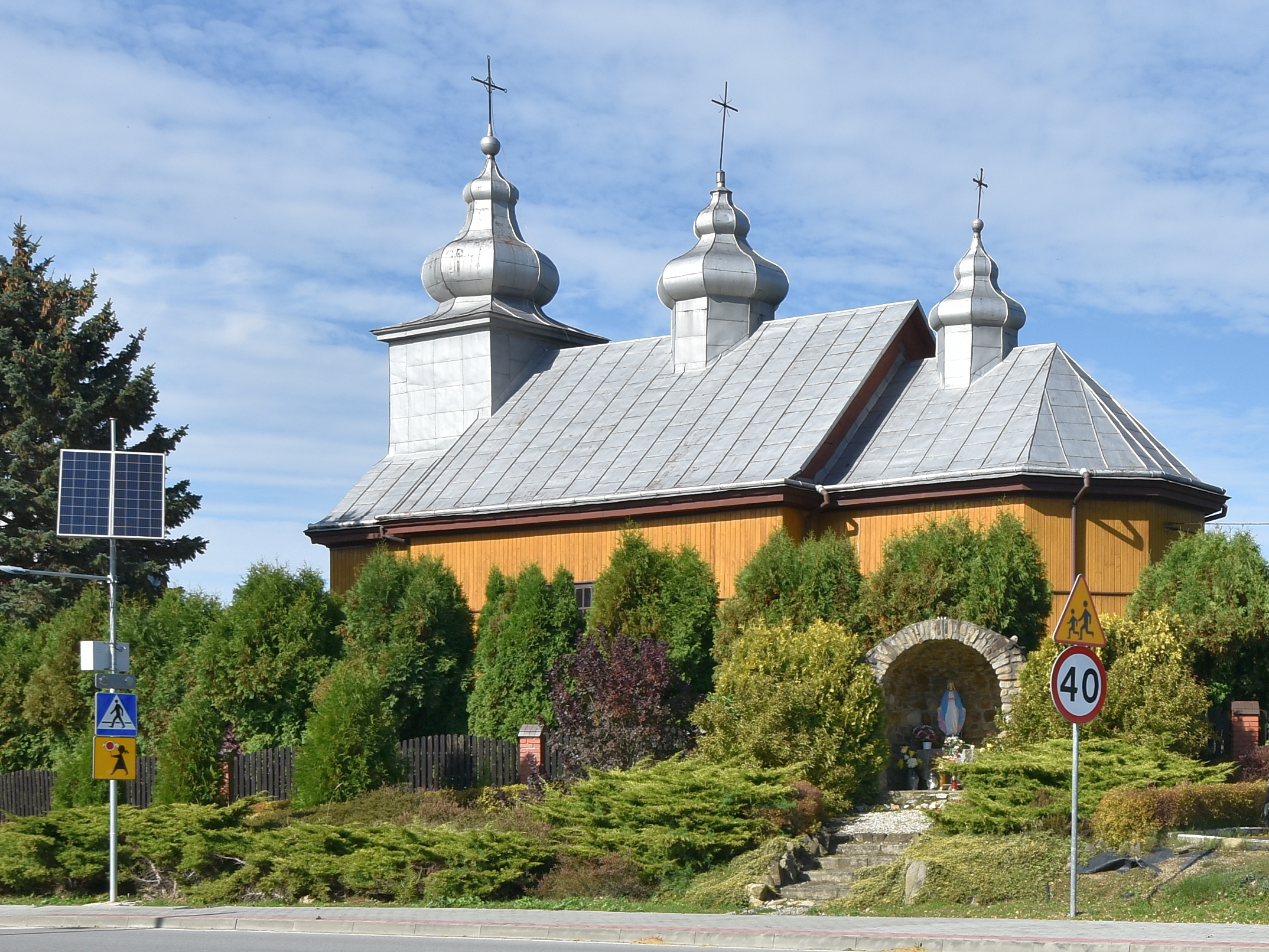
Elewacja południowa
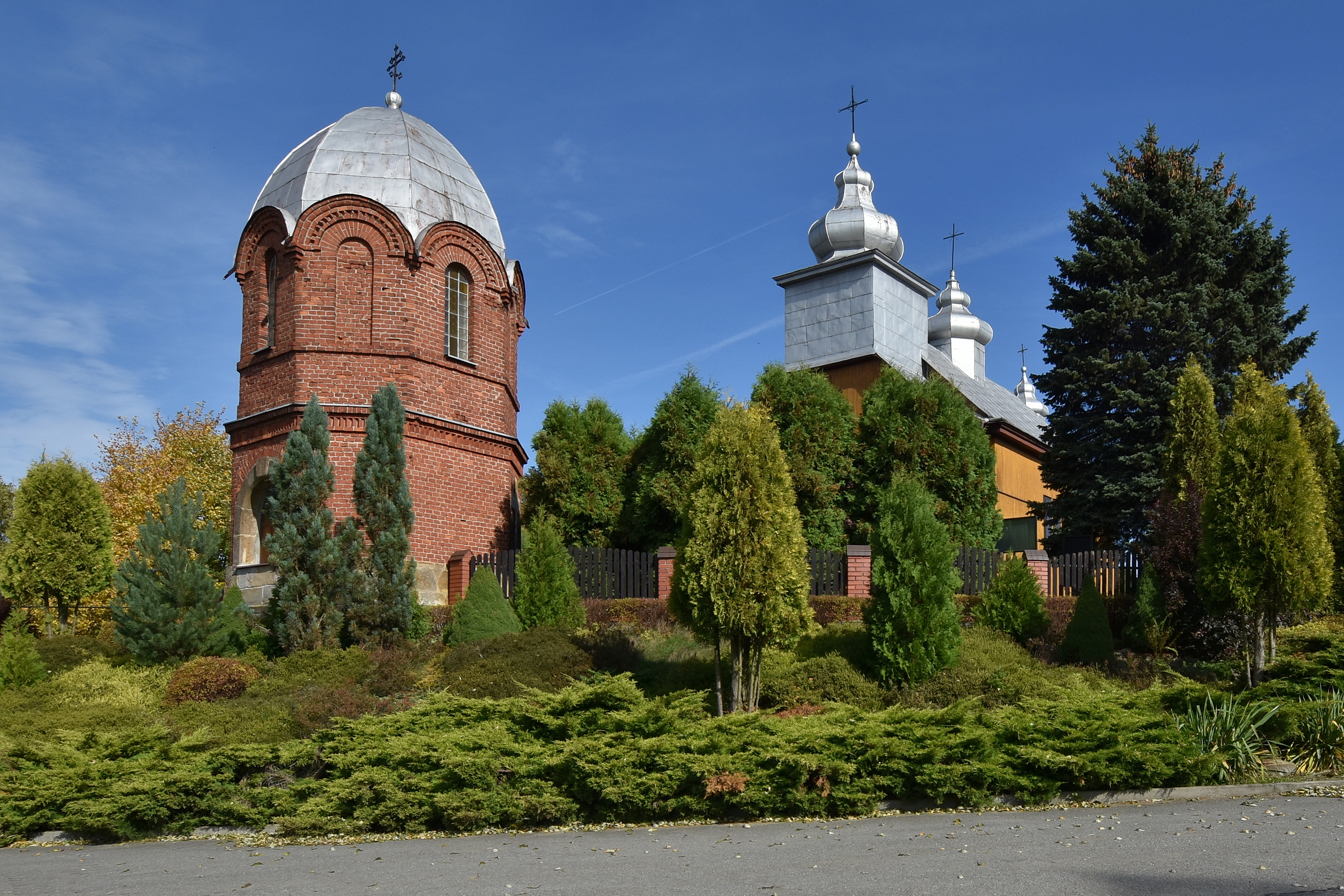
Widok ogólny
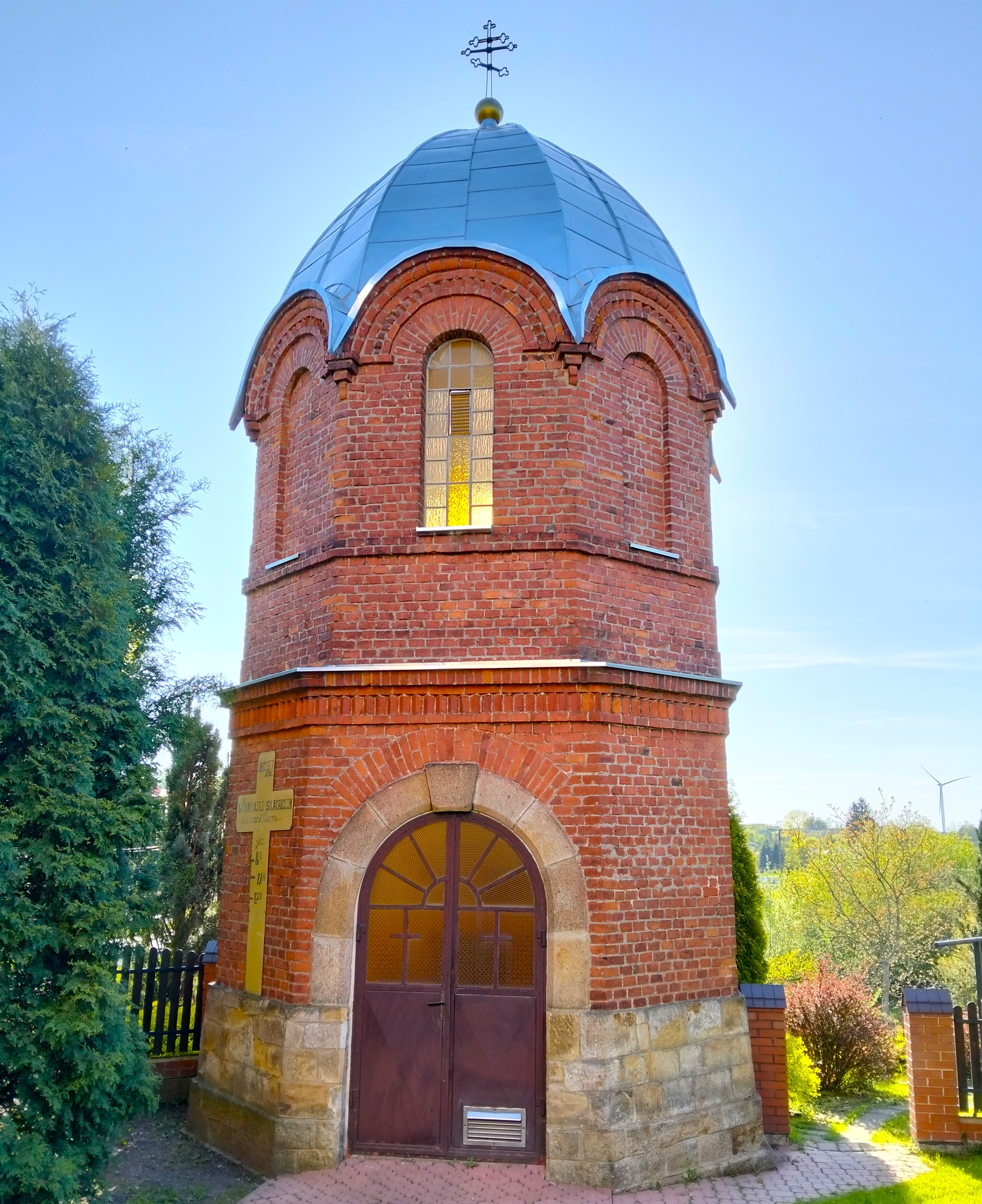
Dzwonnica